# تنگه بونیفاچیو

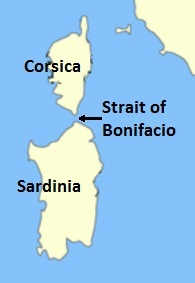

تنگه بونیفاچیو (فرانسوی: Bouches de Bonifacio‎، ایتالیایی: Bocche di Bonifacio، کرسی: Bucchi di Bunifaziu، زبان گالوری: Bocchi di Bunifaciu, ساردنیایی: Buccas de Bonifatziu، لیگوری: Bocche de Bunifazziu) نام تنگه‌ای است میان جزیره کرس و ساردینیا که نامش را از بونیفاچیو، کرس جنوبی گرفته و عرضش ۱۱ کیلومتر (۶٫۸ مایل) است. بونیفاچیو دریای تیرنی را از غرب مدیترانه جدا می‌کند.